# ماتيو ويد
ماتيو ويد (بالإنجليزية: Matteo Wade)‏ هو عسكري أيرلندي، ولد في 1747، وتوفي في 1829.